# Nimnica
Nimnica je naseljeno mjesto u okrugu Púchov u  Trenčínskom kraju u Slovačkoj.

## Stanovništvo
| Godina:     | 1993. | 2003.   | 2013.   | 2023.   |
| ----------- | ----- | ------- | ------- | ------- |
| Broj ljudi: | 631   | 658     | 715     | 726     |
| Razlika:    |       | +4,27 % | +8,66 % | +1,53 % |

| Godina:     | 2022. | 2023.   |
| ----------- | ----- | ------- |
| Broj ljudi: | 734   | 726     |
| Razlika:    |       | -1,08 % |

Prema podacima o broju stanovnika iz 2023. godine naselje je imalo 726 stanovnika.

## Vanjske poveznice
|  | Zajednički poslužitelj ima još gradiva o temi Nimnica |

- Službena stranica naselja (sl.)